# ان‌جی‌سی ۷۷۲۳
ان‌جی‌سی ۷۷۲۳ (انگلیسی: NGC 7723) یک کهکشان مارپیچی میله‌ای است که در صورت فلکی دلو جای دارد. این کهکشان در فاصله حدود ۹۰ میلیون سال نوری از زمین قرار دارد، که با توجه به ابعاد ظاهری آن، به این معنی است که NGC 7723 حدود ۹۵۰۰۰ سال نوری وسعت دارد. این کهکشان در ۲۷ نوامبر ۱۷۸۵ توسط ویلیام هرشل کشف شد. 